# Flugplatz Sormowo

i7
i11
i13
Der Flugplatz Sormowo liegt in der russischen Stadt Nischni Nowgorod.
Der ehemalige Militärflugplatz wird von der unmittelbar östlich davon liegenden Sokol-Flugzeugfabrik betrieben.
Von Sormowo aus werden auch für Zivilisten Mitflüge in Kampfflugzeugen angeboten.

## Zwischenfälle
Im August 1981 musste der Testpilot Alexander Konowalow aus seiner beschädigten MiG-25R aussteigen. Er betätigte den Schleudersitz bei einer Fluggeschwindigkeit von Mach 2,6 und in einer Höhe von 18 Kilometern. Konowalow überlebte den Unfall.